# Małyszyn Dolny
Małyszyn Dolny – wieś w Polsce położona w województwie świętokrzyskim, w powiecie starachowickim, w gminie Mirzec.
W latach 1975–1998 miejscowość administracyjnie należała do województwa kieleckiego.
Wierni kościoła rzymskokatolickiego należą do parafii Najświętszej Maryi Panny Różańcowej w Jasieńcu Iłżeckim.